# تقانة قديمة

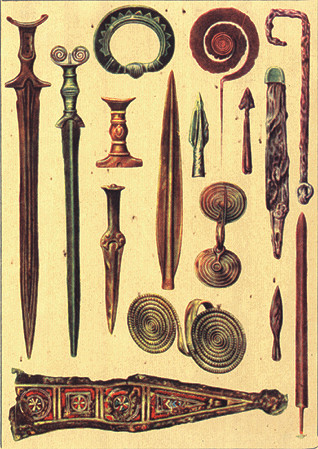
قطع أثرية من العصر البرونزي والعصر الحديدي من رومانيا.

خلال نمو الحضارات القديمة، كانت التقانة القديمة نتيجة للتقدم في الهندسة في العصور القديمة. حفزت هذه التطورات في تاريخ التكنولوجيا المجتمعات على تبني أساليب جديدة للعيش والحكم.
يتضمن هذا المصطلح التطورات في التكنولوجيا وتطور العديد من العلوم الهندسية في العصور التاريخية قبل العصور الوسطى، والتي بدأت بعد سقوط الإمبراطورية الرومانية الغربية في عام 476 للميلاد، وفاة جستينيان الأول في القرن السادس ظهور الإسلام في القرن السابع، أو صعود شارلمان في القرن الثامن. للحصول على التقنيات المطورة في مجتمعات العصور الوسطى.
تم تطوير عدد كبير من الاختراعات في العالم الإسلامي. منطقة جيوسياسية امتدت أحيانًا من الأندلس وأفريقيا في الغرب إلى شبه القارة الهندية وأرخبيل الملايو في الشرق. كان للعديد من هذه الاختراعات آثار مباشرة على القضايا المتعلقة بالفقه.